# محمد باسندوة
مُحَمَّد سالِم باسُنْدُوَة 4 أبريل 1935م، هو سياسي يمني ورئيس وزراء اليمن المُعين منذ نوفمبر 2011م. شغل منصب وزير خارجية اليمن بين عامي 1993 و1994. استقال في عام 2000 من حزب المؤتمر الشعبي العام الحاكم وانضم للمعارضة كمستقل.
في عام 2011م، وإثر الاحتجاجات اليمنية، رشح باسندوة من قبل المعارضة لرئاسة أول حكومة بعد تنحي علي عبد الله صالح عن الحكم. في 28 نوفمبر 2011، كلفه نائب الرئيس عبد ربه منصور هادي رسميا لتشكيل حكومة انتقالية خلال اسبوعين. وفي 21 سبتمبر 2014 قدم استقالته بعد أحداث احتجاجات الحوثيين 2014م وسيطرة الحوثيين على صنعاء.

## السيرة
أصدر في عدن صحيفتين أسبوعيتين هما "النور" و"الحقيقة"، ولقد عطلتهما السلطات البريطانية
واعتقلته سلطات الاحتلال البريطاني في عدن مرتين في عامي 1962 و1967 ، لكن لم يمكث رهن الاعتقال طويلا، وفي المرة الأخيرة أبعد من عدن إلى الخارج وكان عضوا في قيادة “حزب الشعب الاشتراكي” منذ تأسيسه في عام 1962، ومثلهُ في عدد من الأقطار العربية. وعمل عضوا في قيادة “جبهة تحرير الجنوب اليمني المحتل” منذ إنشائها في يناير 1966، وتولى مسئولية الإشراف على أحد تنظيميها الفدائيين في عدن الذي كان يتكون من العناصر السابقة في حزب الشعب الاشتراكي.
شغل منصب وزير خارجية اليمن بين عامي 1993 و1994. استقال في عام 2000 من حزب المؤتمر الشعبي العام الحاكم وانضم للمعارضة كمستقل.
اختير رئيساً لجنة الحوار الوطني التي شكلتها قوى المعارضة في مايو 2009
في عام 2011، وإثر الانتفاضة اليمنية، رشح باسندوة من قبل المعارضة لرئاسة أول حكومة بعد تنحي علي عبد الله صالح عن الحكم. في 28 نوفمبر 2011، كلفه الرئيس عبد ربه منصور هادي رسميا لتشكيل حكومة انتقالية خلال اسبوعين.

## شخصيته
يعتبر من أكثر الشخصيات الأكثر جدلاً في اليمن من بعد تولية منصب رئاسة الوزارء في نوفمبر 2011م ويصفه بعض المراقبين في الداخل والخارج بأنه شخص ضعيف الشخصية ولا يصلح لمنصب رئاسة الوزراء وخاصة بعد أن تكرر بكائه أثناء إلقائه للعديد من الخطابات وتردي الأوضاع في اليمن عهده أكثر وأكثر، غير ان مراقبيين أخرين مستقليين وآخرين من الموالين لهُ من أحزاب اللقاء المشترك في الداخل وحلفائهم في الخارج اعتبروا بكائه هو بسبب حبه للوطن فقط ولايدل على ضعف شخصيته وأن سبب تدهور الاوضاع في عهده هو يرجع اولاً بسبب ان الحكومة تم تشكيلها على أساس التقاسم والمحاصصة وليس على أساس الكفائات، وثانياً بسبب عمليات التخريب المستمرة لأبراج الكهرباء وأنابيب النفط التي يقوم بها موالون لنظام الرئيس السابق علي عبد الله صالح.

## الأوضاع في عهده
منذ ان تولى رئاسة الحكومة في نوفمبر 2011م شهدت اليمن تدهور وتراجع كبير على جميع المستويات وخاصةً الاقتصادية والأمنية وانتقد أدائه وأداء حكومته العديد من القوى الداخلية والخارجية وتطالب العديد من القوى اليمنية السياسية والشعبية بإقالته وإقالة حكومته بشكل مستمر.

في فبراير 2013م أجرت معه قناة الجزيرة مقابلة تلفزيزنية وسأله مقدم البرنامج العديد من الأسئلة حول حقيقة الأوضاع التي تمر بها اليمن فكان يجيب قائلاً وبشكل مستمر: 
الامر الذي أثار استغراب مقدم البرنامج الذي أجرى معه لقاء حتى قال له: أستاذ محمد أنت رئيس وزراء اليمن، تشعرني أنني أعرف أكثر منك حول هذه المواضيع، وأثار ذلك اللقاء استغراباً وجدلاً واسعاً في وسط الشارع اليمني
بعد تلك المقابلة.
في مايو 2014م وبسبب ازدياد موجة الأحتجاجات في اليمن نتيجة انعدام المشتقات النفطية وانقطاع التيار الكهربائي ومطالبة المحتجين بإقالة باسندوة وحكومته أستجوب مجلس النواب الحكومة واعترف باسندوة أمام مجلس النواب بأن هناك فساد كبير في حكومته غير أنه حمل مسؤولية الفساد للأحزاب التي اختارت أولئك الوزاء الفاسدين.

## علاقته بالرئيس هادي
بدأت علاقته بالرئيس عبد ربه منصور هادي تشهد توتراً منذ بداية العام 2014م وخاصة بعد توجه الرئيس هادي لإقالته وتعيين رئيس للحكومة بدلاً عنه وازدادت حدة تلك التوترات أكثر بعد موجة الاحتجاجات التي اندلعت في بداية يونيو 2014م بسبب انعدام المشتقات النفطية والمطالبة بإقالته وإقالة حكومته وتوفير المشتقات النفطية.
| المناصب السياسية         | المناصب السياسية               | المناصب السياسية         |
| ------------------------ | ------------------------------ | ------------------------ |
| سبقه عبد الكريم الإرياني | وزير الشئون الخارجية 1993–1994 | تبعه عبد الكريم الإرياني |
| سبقه علي محمد مجور       | رئيس وزراء اليمن 2011–2014     | تبعه خالد بحاح           |